# Geocerceis barbarae
Geocerceis barbarae är en kräftdjursart som beskrevs av Menzies och Peter W. Glynn 1968. Geocerceis barbarae ingår i släktet Geocerceis och familjen klotkräftor. Inga underarter finns listade i Catalogue of Life.